# オドントグリフス
オドントグリフス（Odontogriphus)は、カンブリア紀に生息していた動物の一種。バージェス動物群からの化石は1994年時点でわずかに1点のみしか発見されていなかったが、その後発見された多数の化石から軟体動物とする研究発表がなされている。学名の由来は「歯の生えた謎」である。
サイモン・コンウェイ＝モリスはウィッチントンらとバージェス動物群の再評価を行った際にこの化石に注目し、1976年に記載を行った。当初はたった1点の化石から、草履の様な長楕円形で扁平な体には多数の体節があり、先端の頭部の下面中央に口があり、その周囲に触手が馬蹄形に配置していると見なされた。この触手には中心に歯状の支えがあったと見られ、これが学名の由来となった。付属肢や腹面に這うしくみ等も見られないから、体をうねらせて水中を漂うように泳いでいたのではないかと考えられた。
コンウェイ＝モリスは、この触手の中心に歯状の構造が初期のコノドントに似ていることに注目し、この動物がコノドントの正体ではないかと考えた。そしてこれを有錐歯綱（コノドントフォリダ）という群に位置づけて見せた。しかし、後に真のコノドント動物が発見され、この説は否定された。
2006年、ジャン＝ベルナール・キャロンは収集した良好な状態のものを含む189点の化石から、オドントグリフスは軟体動物であると発表した。体長は12cm。学名の由来となった歯のような触手が、多数の化石から歯舌であることが判明した。この歯舌の発見により、オドントグリフスを軟体動物であるとした。体節とされたものは良好な状態の化石では腹足の中央にしか認められないことから、腹足に生じたしわとしている。また、この腹足の左右にあるものはえらとし、従来の復元図で口の左右に描かれた目のようなものについては、唾液腺としている。
化石の多くは藍藻類のマット上で見つかったことから、オドントグリフスはマット上を這いながら歯舌でこそぎ落として食べていたと考えられる。